# Dunakeszi
Dunakeszi je mesto na Madžarskem, ki upravno spada v podregijo Dunakeszi Županije Pešta.
Ima Letališče Dunakeszi.